# Microstylum fenestratum
Microstylum fenestratum là một loài ruồi trong họ Asilidae. Microstylum fenestratum được Wiedemann miêu tả năm 1828. Loài này phân bố ở vùng nhiệt đới châu Phi.